# Saguenay–Lac-Saint-Jean

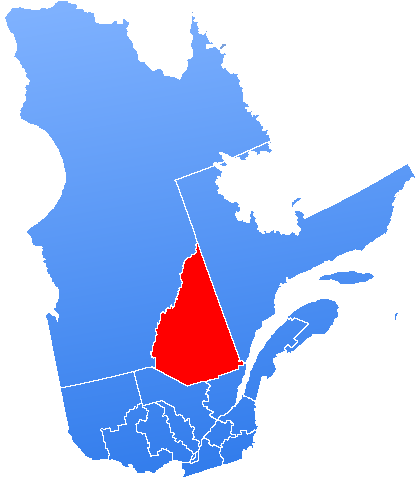
Localização da região administrativa de Saguenay-Lac-Saint-Jean no Quebec.

O Saguenay–Lac-Saint-Jean é uma região administrativa da província canadense do Quebec. A região possui 95 893 km², 277 007 habitantes e uma densidade demográfica de 2,9 hab./km². Está dividida em 4 regionalidades municipais e em 60 municípios.

## Regionalidades municipais
- Le Domaine-du-Roy
- Maria-Chapdelaine
- Lac-Saint-Jean-Est
- Le Fjord-du-Saguenay

## Outras subdivisões

### Cidade independente
- Saguenay

### Reserva indígena
- Mashteuiatsh (subordinada a Le Domaine-du-Roy)